# Суваризм
Суваризм (Неосуваризм)  — идеология, центральным положением которой является «возрождение суварской идентичности» и суварской государственности. Движение зародилось в начале XX веков, после 9 августа 1944 года, идеи суваризма использовались различными общественно-политическими и научно-культурными движениями, прежде всего представителями чувашского движения "Сувар". Движение является противоположной идеологией идеям Булгаризма, которое отрицает булгарское и тюркское происхождение чувашей, возводя его корни и истоки в передней Азии (Месопатамии). 

## История
Движение возникло сразу же после печально известного « Постановления ЦК ВКП(б) "О состоянии и мерах улучшения массово-политической и идеологической работы в Татарской и Башкирской партийной организации" от 9 августа 1944 г. После которого было принято решение разделить историю Волжских Булгар совместно казанскими татарами, где навязывалась концепция что предки чуваш это сувары , а предки татар это булгары.
В СССР изучение истории Золотой Орды стало “ошибкой националистического характера”. Чтобы не дать развернуться процессам национального возрождения в Татарстане ЦК ВКП(б) стал готовить материалы для погромного постановления. Еще перед войной было решено создать в Казани научно-исследовательский институт для комплексного изучения проблем истории и культуры татарского народа. в 1939 г. был создан Татарский НИИ языка, литературы и истории, для него не нашлось ни одного кандидата наук. Воспользовавшись этим, историки и литературоведы активно приступают к созданию новых трудов. Несмотря на войну и отсутствие кадров, историки Казани (Н.Ф.Калинин, Х.Г. Гимади) совместно с эвакуированными из Москвы учеными (Б.Д. Греков, С.В. Бахрушин, Л.В. Черепнин) подготовили "Очерки по истории ТАССР", где подчеркивалась местная булгарская основа татарского народа, критиковалась завоевательная политика монголов и ханов Золотой Орды.
Все началось с фольклориста Н. Исанбет который опубликовал сводный текст татарского эпоса об "Идегее" со своими комментариями, в которых давалась яркая характеристика личности Идегея и отмечался огромный вклад Улуса Джучи (Золотой Орды) в историю и культуру татарского народа. Они полагали, что меры по переписыванию истории - лучший способ воспитать и укрепить дружбу народов, а дастан об Идегее - своего рода манифест националистической агентуры в Татарстане который нужно запретить. Резкой критике были подвергнуты пьесы "Жирэн-Чичэн", "Алчынчеч", "Чур Загитов"... Также подвергнуты пересмотру программы вузов и средних школ по истории и литературе, из которых изъяли упоминания об эпосе и Золотой Орде. эпос "Идегей" вообще пронизан "идеями пантюркизма и национализма".
Резко выступают против "популяризации Идегея как героя татарского народа и приводит целый экскурс истории, отмечая в заключении, что он "как и Мамай, как и Токтамыш, стремился восстановить былое могущество Золотой Орды набегами на русскую землю". 1945 г., где среди главных проблем выделена подготовка вузовского учебника истории. Основные ориентиры и целеуказания этой "истории" определялись в постановлениях довольно четко: запрет на изучение Улуса Джучи в Татарстане (и вообще на упоминание этого государства и его культурных достижений в положительном смысле).
На специальном бюро обкома ВКП(б) после долгого и тщательного расследования причин повлекших появление такой "идеологической диверсии" 6 сентября 1944 г. было принято постановление "О работе и ошибках Татарского научно-исследовательского института языка, литературы и истории". Сам документ настолько красноречив и одиозен, что являлся до недавнего времени совершенно секретным и, несмотря на постоянные упоминания, никогда не цитировался. И только недавно стало возможным заглянуть в его секреты. В нем прямо и недвусмысленно указывается, что "грубейшей ошибкой института является полное отождествление истории Золотой Орды с историей современного татарского народа".
Целью этой оголтелой кампании было низвержение с "пьедестала истории" Идегея, а вслед за ним целого пласта татарской истории. В одночасье Улус Джучи, его население, культура и государственные деятели канули в небытие, а татары стали булгарами. Одновременно, в газетах, журналах и книгах укореняется новая реальность истории как татарский Булгаризм и чувашский Суваризм.
Историки понимали суть и глубину проблемы, если отдать историю Булгар татарам, то куда тогда девать чувашей под боком? Тут и было решено сделать чувашей потомками Сувар которые описаны в "Записках Ибн Фадлана".
Зияющую брешь, образовавшуюся после запрета на историю Улуса Джучи, было решено заполнить "местными булгарскими корнями". Закреплением этого положения стала, так называемая "научная сессия о происхождении казанских татар" (25-26 апреля 1946 г.), проведенная совместно Отделением истории и философии АН СССР и Казанского филиала АН СССР. На ней были заслушаны доклады и выступления специалистов в истории, археологии, тюркологии и антропологии, которые единогласно предложили впредь считать современных татар потомками волжских булгар, а Улус Джучи рассматривать в качестве чисто внешнего явления для этнической истории татарского народа.не являлась линией науки, а была конъюнктурной и определенной линией партийной идеологии, слегка прикрытой флером научности.

## Научная концепция

### Теоретические основы
Согласно одной из несостоявшихся гипотез, предполагается, что самоназвание чăваш восходит напрямую к этнониму части «булгароязычных» тюрок: *čōš → čowaš/čuwaš → čovaš/čuvaš. В частности, название племени савиров («сувар», «суваз» или «суас»), упомянутое арабскими авторами X в. (Ибн Фадлан), предполагается считать источником этнонима чăваш — «чуваш»: название считается просто тюркской адаптацией названия булгарского «Suvar».

## Печатные издания
Чувашская газета "Сувар" которая печатается в Татарстане с 1993 г. компанией ТатМедиа 

#### Сайты
Сувары.рф 

#### Фонды
«Фонд АРУНА историко-культурологических исследований имени суварского князя Вырак»
«Общественное объединение «Сувар»

#### Религиозное движение
«Инем-Тура традиционная религия суваро-булгар»

#### Наградные листы и знаки
Чебоксарский фонд «Сувар»

#### Прочее
Отель "Сувар" (г.Чебоксары)
Этнокультурный парк «Сувар» (г.Чебоксары)
Чувашский любительский футбольный клуб "Сувар" (Татарстан).
"Суварский мёд"
Управляющая компания ООО "СУВАР" (г.Чебоксары)
Народный ансамбль "Сувар" (Чувашия)

## Национальность
Сувары - включены в перечень национальностей Российской Федерации код 1191. Приказом руководителя Федеральной службы государственной статистики Министерства экономического развития Российской Федерации А. Е. Суринова от 27.01.2010 г. №74 «Об утверждении нормативно-справочных документов для автоматизированной обработки материалов Всероссийской переписи населения 2010 года и подведения ее итогов по вопросу 7 и вопросам раздела 9 Переписного листа формы Л» в алфавитный перечень возможных вариантов ответов населения для кодирования ответов на вопрос 7 Переписного листа формы Л «Ваша национальная принадлежность», наравне с такими национальностями как русские (код 2), татары (код 3), украинцы (код 4), башкиры (код 5), чуваши (код 6), чеченцы (код 7) и др., включена и национальность сувары (код 1191).

## Главные идеологи движения
Мадуров Д.Ф., Балтаев Н.М., Алмантай В.Н., Семенов Е.В., Ювенальев Ю. Ю., Агеев В.И., Николаев В.В.